# Ganzschrift (Literatur)
Als Ganzschrift bezeichnet man in der Literatur den gesamten Inhalt einer Monographie, eines Romans oder anderen literarischen Werks im Gegensatz zum Textauszug. Dabei ist anzumerken, dass Fachartikel oft die Zusammenfassung des Inhalts in einer Kurzfassung beinhalten.
Der Begriff wird jedoch auch anderweitig verwendet, zum Beispiel (als Gegenstück zur Kurzschrift) als Langschrift in der Stenografie. Dieser Teil ist auch mit Volltext (im Sinne eines vollständig vorliegenden Textes) gleichzusetzen.